# Cordillera del Cóndor
La cordillera del Cóndor es una cadena montañosa oriental de la cordillera de los Andes que es compartida y forma parte de la frontera internacional entre Ecuador y el Perú.

## Descripción

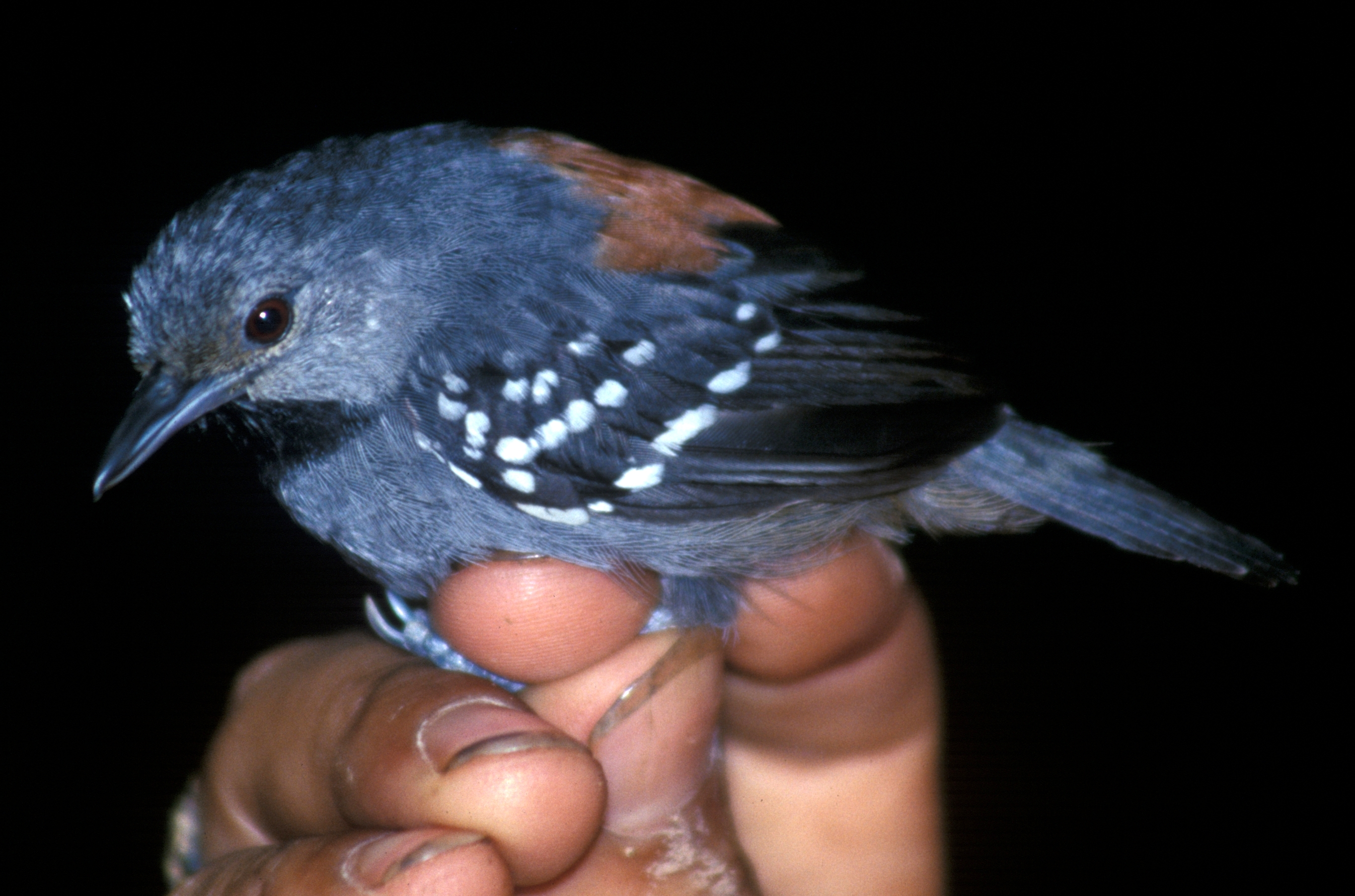
Ejemplar de hormiguerito ornado (Epinecrophylla ornata) de la cordillera. Esta región posee una rica avifauna.

Se extiende 150 km aproximadamente de norte a sur y su máxima elevación alcanza los 2900 msnm aproximadamente. En su vertiente oriental, la peruana, fluyen el río Santiago y el río Cenepa. Por más de 160 años, el área de la frontera estuvo en disputa, lo que desencadenó enfrentamientos armados entre los dos países antes mencionados en 1941, 1981 y 1995. Tras el conflicto fronterizo de 1995 (ver Guerra del Cenepa) los dos países iniciaron negociaciones diplomáticas resultando en el tratado de paz de 1998 que estableció la ubicación exacta de la frontera internacional. 
La cordillera del Cóndor es un área de gran interés para la biología, que también podría poseer la flora más rica en cualquier área de la misma extensión de América y casi tiene una de las más altas concentraciones en especies de plantas vasculares desconocidas para la ciencia en la Tierra. 

## Importancia ecológica
Considerada por muchos científicos como un ecosistema escasamente explorado, está provisto gracias al apoyo de varios proyectos con reciente información que ha permitido determinar la importancia global de esta región. Los hallazgos endosan la hipótesis de Conservación Internacional (CI), la cual apoya que la región es una de las diversas y biológicamente importantes del planeta. Como ecosistema pertenece a la ecorregión de los Bosques montanos de la Cordillera Real oriental.

## Expediciones botánicas
En 1993 Alwyn Gentry y sus colegas en un viaje organizado por Conservación Internacional obtuvieron ingreso a las altas cadenas montañosas de arenisca con el apoyo de un helicóptero provisto por el Ejército Ecuatoriano e hicieron colectas por primera vez en las praderas de las bromelias. 
Robin Foster y Hamilton Beltrán llevaron a cabo en 1995 inventarios botánicos al lado peruano de la frontera, en un segundo viaje auspiciado por Conservación Internacional. Las colecciones de orquídeas en la región fueron realizadas en varias ocasiones por Alexander Hirtz y Carlyle Luer. Posteriormente al conflicto armado de enero de 1995, la exploración biológica a la región se hizo imposible. José Manzanares y Eduardo Cueva fueron tal vez los primeros botánicos en visitar el área después de que fuera firmado el Tratado de Paz de 1998, con una corta visita en mayo de 1998 para recolectar Bromeliaceae.
Con el apoyo de la National Geographic Society, el Jardín Botánico de Misuri, y el Herbario Nacional del Ecuador se inició en diciembre de 2000 una serie de expediciones para hacer inventarios de la flora en la pendiente ecuatoriana de la Cordillera del Cóndor, visitando lugares en los que ningún biólogo había puesto pie antes, como el cerro Ijiach Naint, en la cuenca del río Coangos. Estos viajes recientes de campo han dado un número de plantas nuevas para la ciencia, no vistas en viajes anteriores a otras localidades de la cordillera del Cóndor. Estos trabajos se llevan a cabo con la colaboración de la Federación Shuar.